# La demeure humaine
La demeure humaine is een kunstwerk in Amsterdam-Centrum.

## Geschiedenis
De beeldhouwer Ossip Zadkine kreeg de opdracht een plastiek te ontwerpen voor het gebouw van De Nederlandsche Bank van Marius Duintjer. Ze vermeldden erbij dat het beeld mede diende ter onderbreking van de kaarsrechte 110 meter brede voorgevel van het gebouw aan het Frederiksplein. Nederlandse beeldhouwers protesteerden nog tegen het inschakelen van een buitenlandse kunstenaar voor een Nederlands bedrijf.
Het beeld, een derde versie, werd in juni 1966 met een dieplader naar het Frederiksplein verplaatst en vervolgens op een uit de voorgevel stekende console, die op acht meter hoogte hing, geplaatst. Het gebouw was toen nog verre van af. De kunstenaar overleed op 25 november 1967, ook toen was het gebouw van Duintjer nog niet in gebruik. De Nederlandsche Bank liet op 27 november 1967 het beeld al onthullen als eerbetoon; de officiële opening van de bank zou op 8 december 1967 plaatsvinden. De Nederlandsche Bank had er kennelijk al rekening mee gehouden dat de officiële opening uitgesteld zou worden; de bank werd pas in mei 1968 geopend worden. 

## Verplaatsingen
In de jaren tachtig werd het beeld verplaatst en eindigde uiteindelijk tussen de ronde en rechthoekige toren. Op 11 december 1990 ten slotte werd het verhuisd naar de ingang aan het Westeinde, staande op een bronzen tafel.
In 2009 werd het per takelwagen naar een tijdelijke plaats aan de Apollolaan gebracht; het was "even" uitgeleend aan de kunstroute van ArtZuid. Het beeld bleef er tot en met ArtZuid 2011 staan; de DNB was in verbouwing waarbij het beeld in de weg zou staan.

## 2025
Begin 2021 werd het beeld in verband met de grote verbouwing van het bankgebouw opnieuw tijdelijk naar een opslag verplaatst. In het voorjaar van 2025 werd het beeld weer geplaatst, nu bij de nieuwe ingang van het bankgebouw, Frederiksplein 61. Het staat daarbij niet (meer) op de luifel, maar in de groenstrook voor het gebouw. Jan Pieter Dekker van de kunstredactie van Het Parool ging er een kijkje nemen en rapporteerde het in de rubriek Blikvangers. Hij plaatste de volgende opmerkingen: 
- Jan Wolkers, een kortstondige leerling van Zadkine, vond het beeld maar niets en omschreef het als een stel gebroken chocoladeletters
- nu het op de grond geplaatst is, is duidelijk(er) te zien dat het eigenlijk daarvoor niet gemaakt is; het beeld helt enigszins naar achteren om een juist perspectief te geven in een luifel
- het zou 4300 kilo wegen
- de nieuwe plek doet geen eer aan het beeld; rondom werd het perkje al snel vervuild en de fietsennietjes tussen beeld en gebouw geven het een rommelige en storende omgeving.

## Afbeeldingen

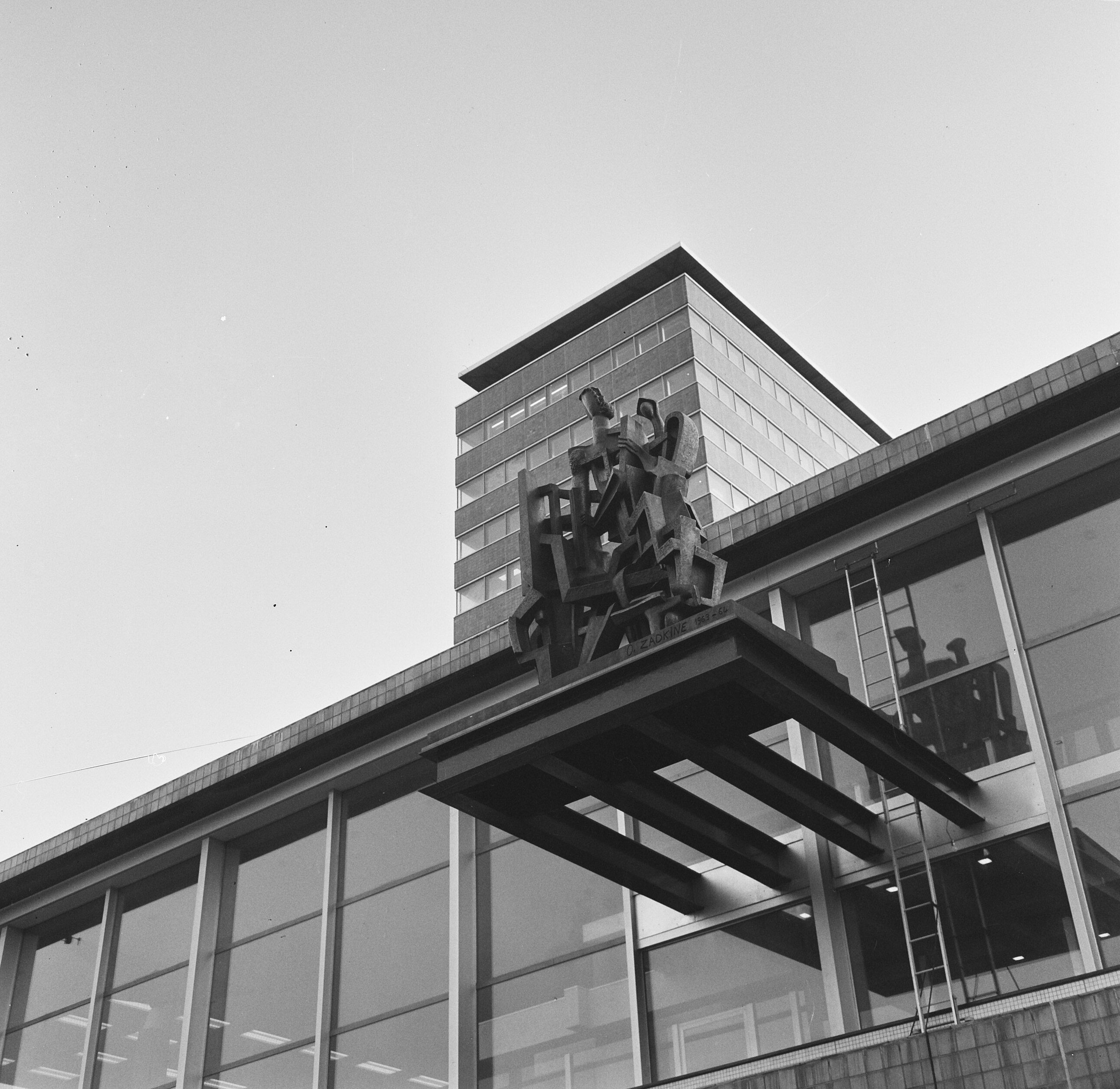
La demeure humaine op de oude plaats (1967)
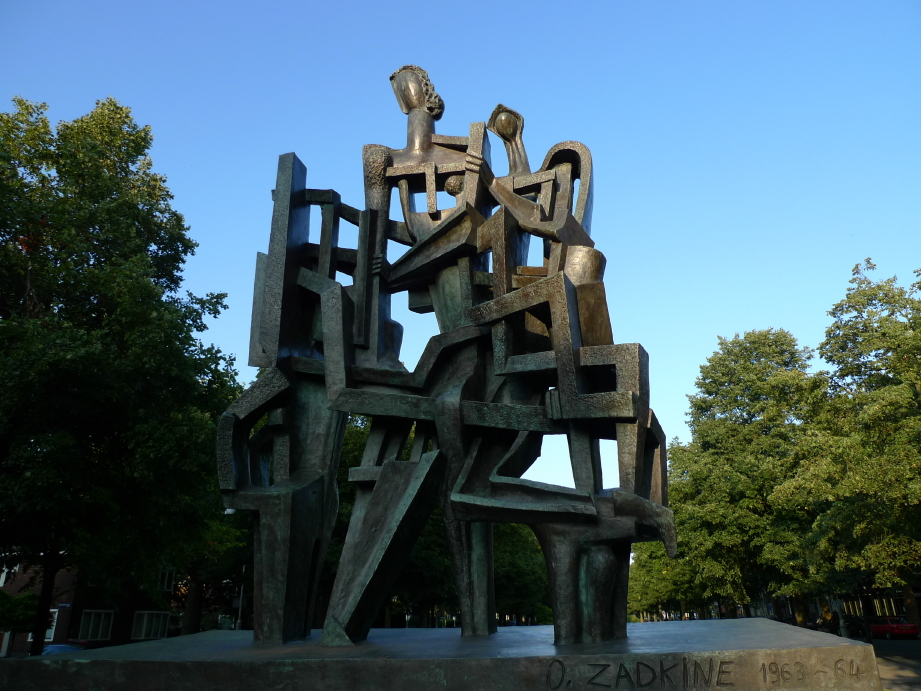
La demeure humaine aan de Apollolaan (2009)
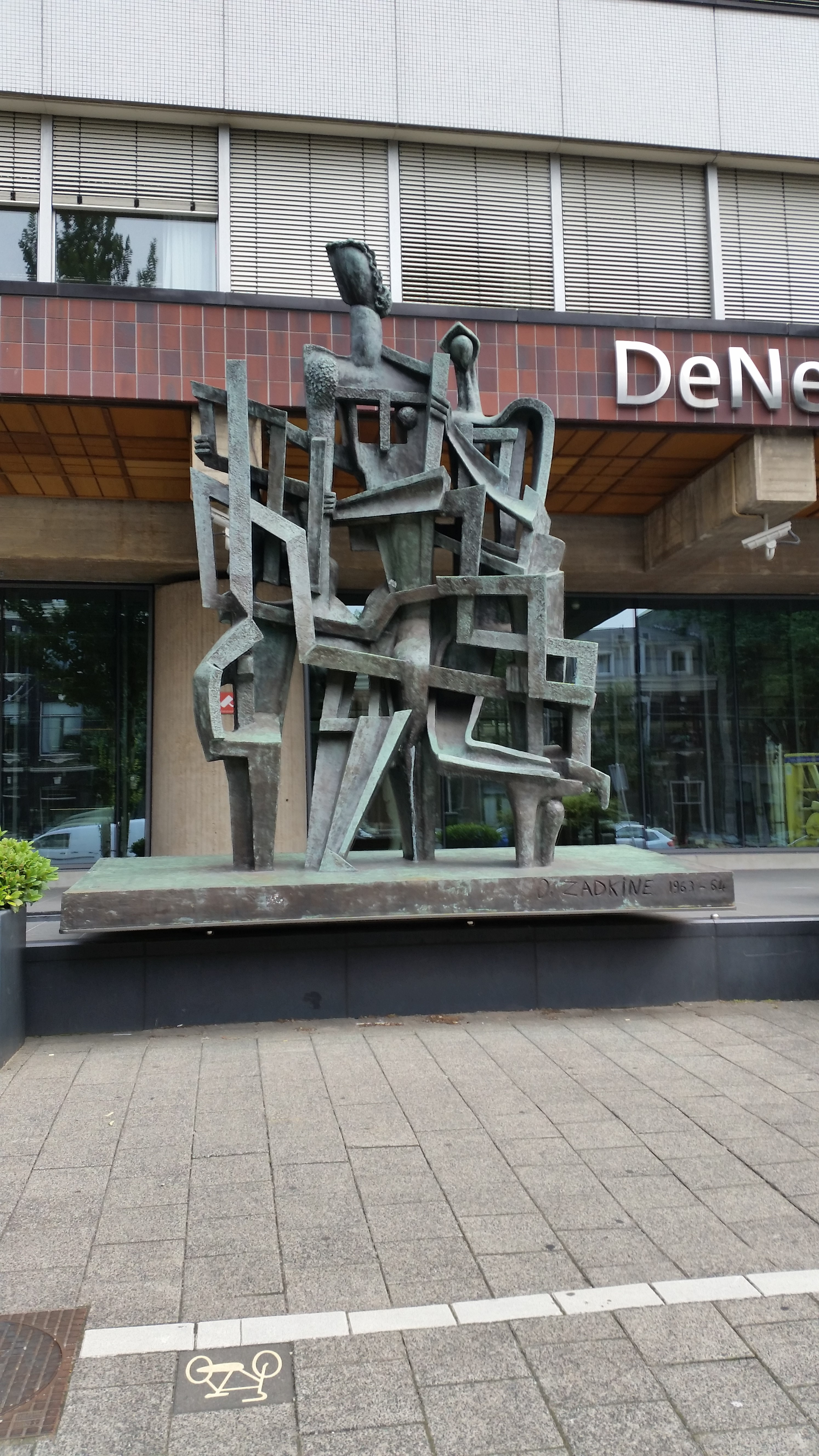
Beeld in 2018 op adres Westeinde (2018)